# Fosterův ostrov
Fosterův ostrov (angl. Foster Island) je ostrov v zálivu Union na březích Seattlu. Záliv je částí Washingtonova jezera. Rozděluje ho dálnice Washington State Route 520 a patří do parku Washingtonovo arboretum. Mnoho místních obyvatel má v zálibě plavbu na kánoi okolo ostrova. Většina si půjčuje lodě v pobřežních zázemích University of Washington. Rovněž zde existuje stezka spojující Fosterův ostrov, nedaleký Marshův ostrov a pevninskou část Seattlu. Stezka překonává vody Washingtonova jezera sérií mostů a dřevěných chodníků.